# 영혼은 그대 곁에
《영혼은 그대 곁에》(Always)는 미국에서 제작된 스티븐 스필버그 감독의 1989년 로맨틱 판타지 드라마 영화이다. 리처드 드라이퍼스 등이 주연으로 출연하였고 스티븐 스필버그 등이 제작에 참여하였다.
제2차 세계 대전을 배경으로 한 1943년 로맨틱 드라마 《조라는 이름의 사나이》의 리메이크 작품이다.

## 줄거리
피트 샌디치는 공중 소방관으로, 공중에서 지나치게 위험을 감수하는 그의 행동은 그의 여자친구이자 소방관들의 항공 교통 관제사이기도 한 조종사 도린다 더스턴을 깊이 괴롭힌다. 이는 또한 피트의 가장 친한 친구이자 동료 소방관 조종사인 앨 야키를 걱정시킨다.
피트가 무심하게 넘겨버린 또 다른 위험하고 거의 치명적일 뻔한 비행 후, 앨은 콜로라도주 플랫 록에서 소방관 조종사 훈련을 맡는 더 안전한 직업을 받아들이라고 제안한다. 도린다가 눈물을 흘리며 그가 죽을까 봐 끊임없이 두렵고 괴롭다고 고백하자, 그는 마지못해 훈련직을 맡겠다고 말한다.
도린다의 우울한 예감에도 불구하고 피트는 마지막 임무를 수행한다. 폭탄 투하 비행 중, 앨의 엔진에 불이 붙어 폭발할 위기에 처한다. 피트는 위험하게 가파른 하강을 하고 능숙하게 방염액으로 앨의 엔진을 진압하여 그를 구한다. 하강에서 통제력을 되찾으려 애쓰던 피트는 산불을 직접 통과하여 엔진에 불이 붙고 항공기가 폭발한다.
피트는 불타버린 숲을 거닐다. 작은 공터에 이르자 그는 햅을 만나는데, 햅은 피트가 폭발로 죽었고 이제 새로운 목적을 갖게 되었다고 설명한다. 즉, 생전에 영혼들이 자신을 도왔듯이, 그는 다른 이들이 자신의 말을 그들의 생각으로 해석하도록 안내하는 스피리투스("신성한 숨결")를 제공할 것이다.
피트의 관점에서는 시간이 비선형적이지만, 현실 세계에서는 6개월이 지났고 앨은 슬픔에 잠긴 도린다가 피트의 죽음을 극복하기를 원한다. 그는 그녀를 콜로라도주로 데려가 피트가 소방 훈련을 이끌 조종사들을 가르칠 비행 학교에서 일하게 하는데, 그중 한 명이 테드 베이커이다. 몇 달이 더 지나고, 피트의 고통 속에서, 도린다가 1년 동안의 애도에서 벗어나기 시작하면서 테드는 그녀와 사랑에 빠진다. 피트는 싹트는 로맨스를 방해하려 하지만, 햅은 그의 삶이 끝났음을 상기시킨다. 그는 테드에게 영감을 주고 도린다에게 작별을 고하기 위해 보내진 것이다.
피트의 영감으로 테드는 갇힌 소방관들을 위한 위험한 구조 임무를 계획한다. 또 다른 상실을 견딜 수 없는 도린다는 직접 그 일을 하기 위해 그의 항공기를 가져간다. 도린다에게 보이지 않는 피트는 그녀를 설득하는 데 실패한다. 그러나 피트의 안내로 그녀는 지상에 갇힌 소방관들을 구할 수 있다. 귀환 비행에서 피트는 도린다에게 생전에 하고 싶었던 모든 말을 한다.
도린다는 호수에 비상 수상 착륙을 한다. 가라앉는 비행기 조종석에 물이 차오르자 그녀는 탈출을 망설이는 듯하다. 피트가 그녀 앞에 나타나 손을 내밀며 그녀를 수면으로 이끈다. 도린다가 물가로 걸어 나오자 피트는 테드가 자신을 대신하도록 허락한 것에 대해 그녀를 마음에서 놓아준다. 도린다는 다시 비행장으로 걸어가 테드를 받아들이고 그를 포옹한다. 피트는 만족스럽게 미소 지으며 사후 세계에서의 자신의 자리를 차지하기 위해 반대 방향으로 걸어간다.

## 출연

### 주연
- 리처드 드라이퍼스
- 홀리 헌터
- 존 굿맨
- 브래드 존슨
- 오드리 헵번

### 조연
- 로버트 블로섬
- 에드 밴 나이스
- 키스 데이비드
- 마그 헬건버거

## 기타
- 원작자: 찬들러 스프레이그
- 원작자: 데이빗 봄
- 공동제작: 리처드 베인
- 음향: 랜디 돔
- 미술: 제임스 D. 비셀
- 특수효과: 브루스 니컬슨
- 의상: 엘렌 미로닉
- 배역: 로라 케네디

## 한국판 성우진 (MBC, 1992년 12월 5일)
- 김관철 - 피트(리처드 드라이퍼스)
- 문지현 - 도린다(홀리 헌터)
- 황윤걸 - 앨(존 굿맨)
- 신성호 - 테드(브래드 존슨)
- 김은영 - 햅(오드리 헵번)
- 이영달
- 황일청
- 전국근
- 박태호
- 최상기
- 최성우
- 곽대홍
- 홍혜정
- 김혜경
- 김영훈
- 김강산
- 김동현